# 야마사키 이오리
야마사키 이오리(일본어: 山﨑 伊織, 1998년 10월 10일~)는 일본의 프로 야구 선수이며, 현재 센트럴 리그인 요미우리 자이언츠의 소속 선수(투수)이다. 효고현 고베시 태생으로 아카시시 출신이다.

## 상세 정보

### 출신 학교
- 아카시 시립 아카시 상업고등학교
- 도카이 대학

### 선수 경력
- 요미우리 자이언츠(2021년~)

### 수상·타이틀 경력
- 월간 MVP: 1회(2023년 7월[4]) ※투수 부문

### 개인 기록

#### 첫 기록(투수)
- 첫 등판·첫 선발: 2022년 3월 26일, 대 주니치 드래건스 2차전(도쿄 돔), 6이닝 3실점(2자책점)으로 승패는 연결되지 않음
- 첫 탈삼진: 상동, 1회초에 아베 도시키로부터 헛스윙 삼진
- 첫 승리·첫 선발 승리: 2022년 4월 28일, 대 요코하마 DeNA 베이스타스 5차전(요코하마 스타디움), 6이닝 무실점
- 첫 홀드: 2022년 10월 2일, 대 요코하마 DeNA 베이스타스 25차전(요코하마 스타디움), 6회말부터 2번째 투수로서 구원 등판, 2이닝 1실점
- 첫 완투: 2023년 9월 12일, 대 한신 타이거스 21차전(한신 고시엔 구장), 8이닝 3피안타 1실점으로 패전 투수[5]
- 첫 완투 승리·첫 완봉: 2023년 10월 4일, 대 요코하마 DeNA 베이스타스 25차전(도쿄 돔), 9이닝 2피안타 무4사구

#### 첫 기록(타격)
- 첫 타석·첫 안타·첫 타점: 2022년 3월 26일, 대 주니치 드래건스 2차전(도쿄 돔), 2회말에 가쓰노 아키요시로부터 투수 앞 적시 안타

#### 기타
- 올스타전 출장: 1회(2024년)

### 등번호
- 19(2021년~)

### 연도별 투수 성적
| 연 도     | 소 속     | 등 판 | 선 발 | 완 투 | 완 봉 | 무 4 구 | 승 리 | 패 전 | 세 이 브 | 홀 드 | 승 률 | 타 자 | 이 닝 | 피 안 타 | 피 홈 런 | 볼 넷 | 고 4 | 몸 맞 | 탈 삼 진 | 폭 투 | 보 크 | 실 점 | 자 책 점 | 평 자 책 | W H I P |
| --------- | --------- | ----- | ----- | ----- | ----- | ------- | ----- | ----- | -------- | ----- | ----- | ----- | ----- | -------- | -------- | ----- | ---- | ----- | -------- | ----- | ----- | ----- | -------- | -------- | ------- |
| 2022년    | 요미우리  | 20    | 17    | 0     | 0     | 0       | 5     | 5     | 0        | 1     | .500  | 410   | 97.1  | 95       | 6        | 20    | 1    | 9     | 55       | 0     | 0     | 37    | 34       | 3.14     | 1.18    |
| 2023년    | 요미우리  | 23    | 23    | 3     | 1     | 2       | 10    | 5     | 0        | 0     | .667  | 586   | 149.0 | 119      | 10       | 25    | 3    | 7     | 106      | 3     | 0     | 46    | 45       | 2.72     | 0.97    |
| 2024년    | 요미우리  | 24    | 24    | 1     | 1     | 0       | 10    | 6     | 0        | 0     | .625  | 621   | 147.1 | 140      | 8        | 42    | 1    | 10    | 103      | 2     | 0     | 48    | 46       | 2.81     | 1.24    |
| 통산: 3년 | 통산: 3년 | 67    | 64    | 4     | 2     | 2       | 25    | 16    | 0        | 1     | .610  | 1617  | 393.2 | 354      | 24       | 87    | 5    | 26    | 264      | 5     | 0     | 131   | 125      | 2.86     | 1.12    |

- 2024년 시즌 종료 기준
- 굵은 글씨는 시즌 최고 성적.

### 연도별 수비 성적
| 연도 | 소속     | 투수  | 투수  | 투수  | 투수  | 투수  | 투수     |
| 연도 | 소속     | 경 기 | 척 살 | 보 살 | 실 책 | 병 살 | 수 비 율 |
| ---- | -------- | ----- | ----- | ----- | ----- | ----- | -------- |
| 2022 | 요미우리 | 20    | 9     | 26    | 1     | 4     | .972     |
| 2023 | 요미우리 | 23    | 6     | 26    | 1     | 2     | .970     |
| 2024 | 요미우리 | 24    | 8     | 31    | 1     | 3     | .975     |
| 통산 | 통산     | 67    | 23    | 83    | 3     | 9     | .972     |

- 2024년 시즌 종료 기준
- 굵은 글씨는 시즌 최고 성적.